# Betuwe
La Betuwe est une région naturelle des Pays-Bas située dans la province de Gueldre.

## Géographie

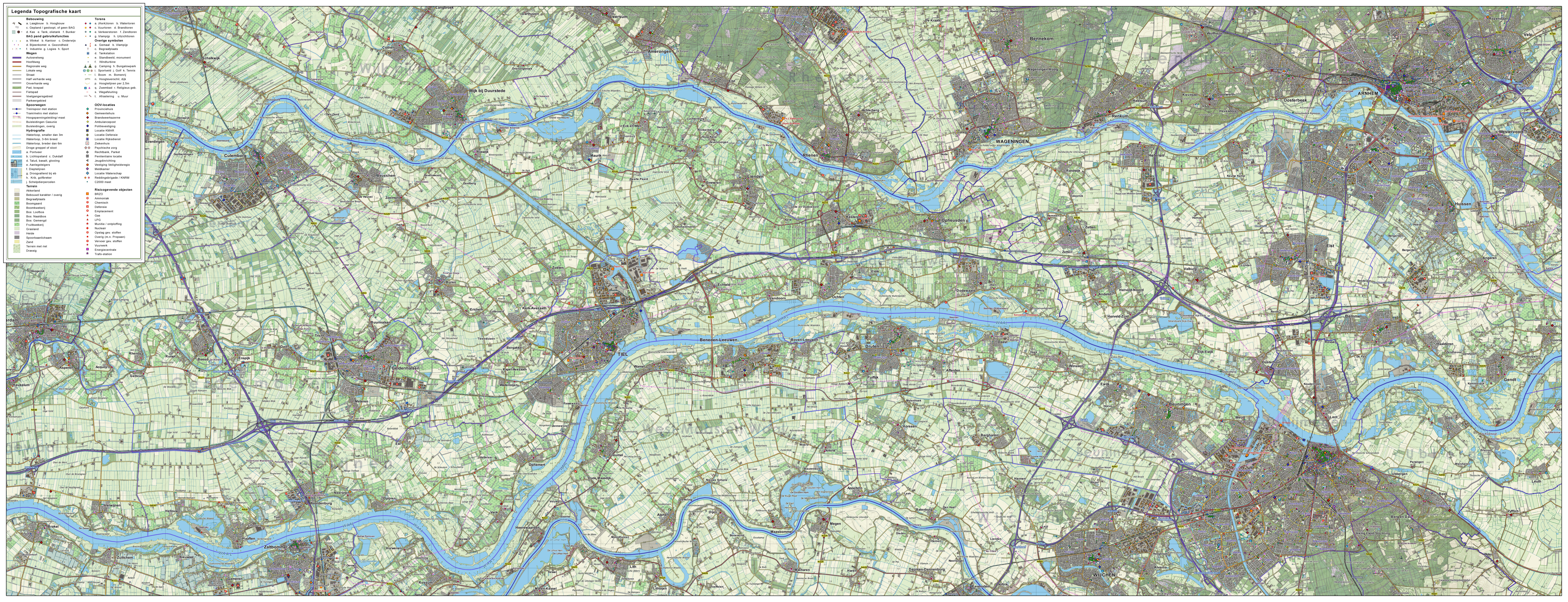
Carte topographique de la Betuwe.

La Betuwe est située entre les deux bras principaux du Rhin ; elle est bordée par le Waal au sud et par le Rhin inférieur et le Lek au nord. Elle est traversée d'est en ouest par la Linge. La ville principale de la Betuwe est Tiel ; les deux autres villes sont Culemborg et Geldermalsen.
La Betuwe est essentiellement connue pour ses activités horticoles, notamment la culture de fruits (pommes, poires et cerises). La composition géologique est très favorable à cette culture : de tout temps, la région a été entourée et parcourue par de nombreux cours d'eau, dont les anciens lits et les anciennes rives se prêtent remarquablement bien à l'horticulture.
Cette région est traversée depuis 2007 par une ligne de chemin de fer entièrement affectée au trafic de marchandises entre Rotterdam et l'Allemagne, la ligne de la Betuwe.

## Histoire
À l'époque romaine, le limes de la Germanie inférieure passait le long du Rhin inférieur et du Vieux Rhin, et la frontière nord de la Betuwe lui correspondait. Ainsi, de nombreux sites de la Betuwe ont fait l'objet de fouilles et de découvertes archéologiques. À Elst, par exemple, on a retrouvé les traces de trois temples romains. À l'époque, elle était dénommée Insula Batavorum terme qui désigna par la suite le peuple germanique autochtone des Bataves. Près de Kesteren, dans la partie occidentale de la Betuwe, se trouve le castellum de Carvo.
Selon certains historiens[réf. nécessaire], la Betuwe serait également le berceau des Francs saliens qui, après s'être mélangés aux Bataves, auraient été contraints de quitter les lieux devant l'avancée des Saxons au milieu du IVe siècle.
Au Moyen Âge et au XVIe siècle, la plus grande partie de la Betuwe appartenait au Quartier de Nimègue, la partie méridionale du duché de Gueldre.
Le 31 janvier 1995, 140 000 personnes ont été évacuées pendant cinq jours en raison d'un risque accru d'inondations, après une hausse dangereuse du niveau d'eau de la Meuse et du Waal.

## Source
- (nl) Cet article est partiellement ou en totalité issu de l’article de Wikipédia en néerlandais intitulé « Betuwe » (voir la liste des auteurs).